# 체르카시주

체르카시주의 위치

체르카시주(우크라이나어: Черкаська область)는 우크라이나 중부에 위치한 주로 주도는 체르카시이며 면적은 20,900km2, 인구는 1,367,685명(2005년 기준)이다.
서쪽으로는 빈니차주, 북쪽으로는 키예프주, 북동쪽으로는 폴타바주, 남쪽으로는 키로보흐라드주와 접한다.

## 상징

차르카시주의 기
체르카시주의 문장

## 인구
체르카시 주의 인구는 2004년 5월 1일에는 1,367,685명이었다. 우크라이나인이 이 주의 인구의 대부분을 차지한다(93.6%). 소수 민족인 러시아인은 두 번째로 많고(5.4%), 체르카시에 대부분이 거주한다.

## 역사
체르카시 주는 1954년 1월 7일 우크라이나 소비에트 사회주의 공화국의 주로 신설되었다.

## 행정 구역
체르카시 주는 21개의 구, 14개의 주요 도시와 19개의 도시, 838개의 마을이 위치해 있다.

## 같이 보기
- 우크라이나의 행정 구역
- 우안 우크라이나